# Justin von Yhlen
Justin(us) von Yhlen, född 14 oktober 1717 på Hallestad, Östra Ryds socken, Östergötlands län, död 26 november 1769 på Ållonö, Östra Stenby socken, Östergötlands län, var en svensk major och tecknare.
Han var son till ryttmästaren Justinus von Yhlen och Hedvig Sofia Scheibe och från 1749 gift med Maria Ulrika Willemoth. Som page vid hovet från 1733 studerade Yhlen teckning för Gustaf Torshell. Han utnämndes 1740 till kornett och avslutade sin militära tjänst som major.  